# Smart Data Compression
Smart Data Compression ist ein komprimiertes GIS-Daten-Format, die Dateien besitzen die Dateiendung sdc. In sdc-Dateien werden alle Typen von Feature- und Attributdaten gemeinsam gespeichert. Es wurde von der Firma ESRI für ihr ArcGIS-Paket entwickelt. Das SDC-Format wird von ESRI für die Produkte ArcGIS StreetMap, ArcIMS Route Server, RouteMAP IMS, ArcGIS Business Analyst und ArcMobile SDK verwendet.
Die Kompressionsrate reicht von 8-facher bis zu 20-facher Verkleinerung der ursprünglichen Datenmenge. ESRI nutzt dieses Format beispielsweise, um freie Daten auf seiner Homepage zugänglich zu machen und eine schnelle Abrufbarkeit im Internet zu gewährleisten.